# 丁鉉
丁 鉉（てい げん、生年不詳 - 正統14年8月15日（1449年9月1日））は、明代の官僚。字は用済。本貫は南昌府豊城県。

## 生涯
永楽13年（1415年）、進士に及第した。太常博士に任じられた。工部員外郎・刑部員外郎・吏部員外郎を歴任し、刑部郎中に進んだ。正統3年（1438年）、刑部右侍郎に抜擢された。正統9年（1444年）、四川に出向して茶の課税を監理し、その常数を減らして、豊年を待つよう上奏した。江淮および山東・河南の飢饉に対して振恤をおこなった。正統14年（1449年）、オイラトのエセン・ハーンが侵攻してくると、丁鉉は英宗の親征に扈従して、土木の変により殺害された。刑部尚書の位を追贈された。諡は襄愍といった。
子の丁琥は大理寺評事となった。